# (31027) 1996 HQ
310271996 HQ è un asteroide della fascia principale. Scoperto nel 1996, presenta un'orbita caratterizzata da un semiasse maggiore pari a 2,2928768 UA e da un'eccentricità di 0,1010120, inclinata di 7,20947° rispetto all'eclittica.
L'asteroide era stato inizialmente battezzato 31027 Viktorhess, in onore del fisico tedesco Victor Franz Hess, ma la denominazione è stata successivamente abrogata.